# Mama-Lau
Mama-Lau (Mamalau) ist eine osttimoresische Aldeia im Suco Mau-Nuno (Verwaltungsamt Ainaro, Gemeinde Ainaro). 2015 lebten in der Aldeia 443 Menschen.

## Geographie und Einrichtungen
Die Aldeia Mama-Lau bildet den Nordwesten des Sucos Mau-Nuno. Östlich und südlich befindet sich die Aldeia Aileu. Im Norden grenzt Mama-Lau an den Suco Mau-Ulo, im Osten an das Verwaltungsamt Bobonaro (Gemeinde Bobonaro) mit seinem Suco Colimau und im Südwesten an das Verwaltungsamt Zumalai (Gemeinde Cova Lima) mit seinem Suco Ucecai. Der Sarai, ein Nebenfluss des Belulik, und seine Zuflüsse folgen zum Teil der Grenze Mama-Laus im Norden. Der Mola und sein Nebenfluss Aiuliu zu Cova Lima und Bobonaro. Der Mamalau (Manlau), der mit 1350 m höchste Berg des Sucos bildet das Zentrum von Mama-Lau.
Der Ort Mama-Lau wurde in der indonesischen Besatzungszeit aufgelöst und die Bewohner an der Stelle des heutigen Hauptortes Mau-Nuno umgesiedelt, wo auch die anderen Bewohner des Sucos hinkamen. Heute besteht die Siedlung aus einzelnen, verstreuten Hütten in einem Tal nordwestlich des Berges Mamalau. Das Dorf Mau-Nuno erstreckt sich über alle drei Aldeias des Sucos in dessen Norden. Auf dem Gebiet von Mama-Lau steht die Grundschule des Ortes.